# Powiat Yamamoto (Akita)
Powiat Yamamoto (jap. 山本郡 Yamamoto-gun) – powiat w Japonii, w prefekturze Akita. W 2024 roku liczył 22 678 mieszkańców.

## Miejscowości
- Fujisato
- Happō
- Mitane